# Stenhöna
Stenhöna (Alectoris graeca) är en sydeuropeisk bergslevande hönsfågel i familjen fasanfåglar.

## Utseende
Stenhönan är en medelstor hönsfågel, 33–36 centimeter i längd, mycket lik sin nära släkting berghönan (Alectoris chukar). Den har en ljusbrun rygg, grått bröst, gulbrun buk och de för släktet vertikala bandade mönstret på flankerna. Benen är röda. Det vita ansiktet och vita hakan är inramat av en svart bård. Jämfört med berghönan är den vit på halsen snarare än gulaktig och ryggen är gråare.

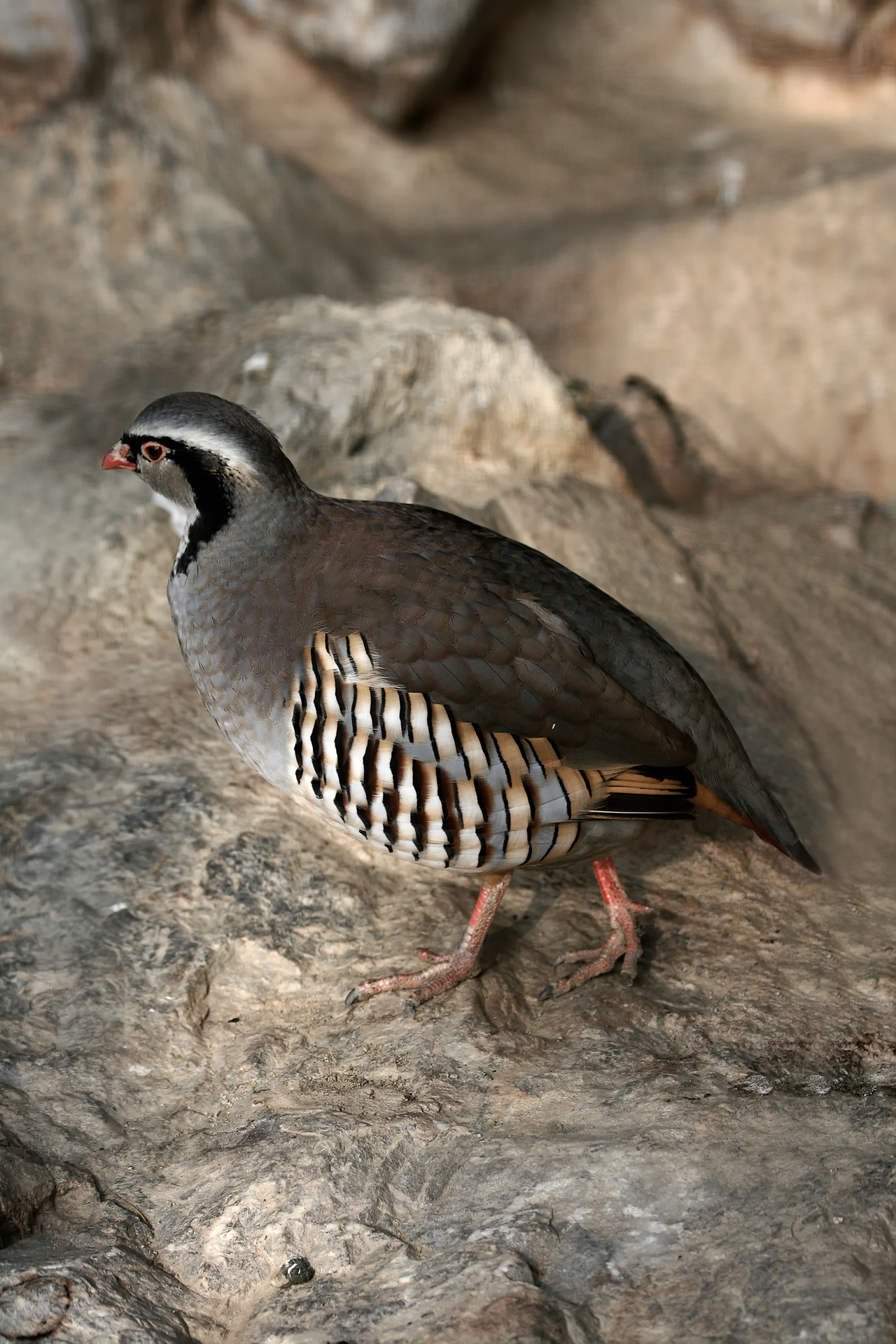

## Utbredning och systematik
Stenhönan förekommer i bergstrakter i södra Europa, huvudsakligen i Alperna. Den delas in i tre underarter med följande utbredning:
- graeca-gruppen
  - Alectoris graeca saxatilis – Alperna (Frankrike till Österrike) och västra Balkanhalvön
  - Alectoris graeca orlandoi – Italien (Apenninerna)
  - Alectoris graeca graeca – Balkanhalvön förutom västra delen
- Alectoris graeca whitakeri – Sicilien

Underarten whitakeri har föreslagits utgöra en egen art.

Stenhönans ungefärliga utbredning i rosa.

## Ekologi

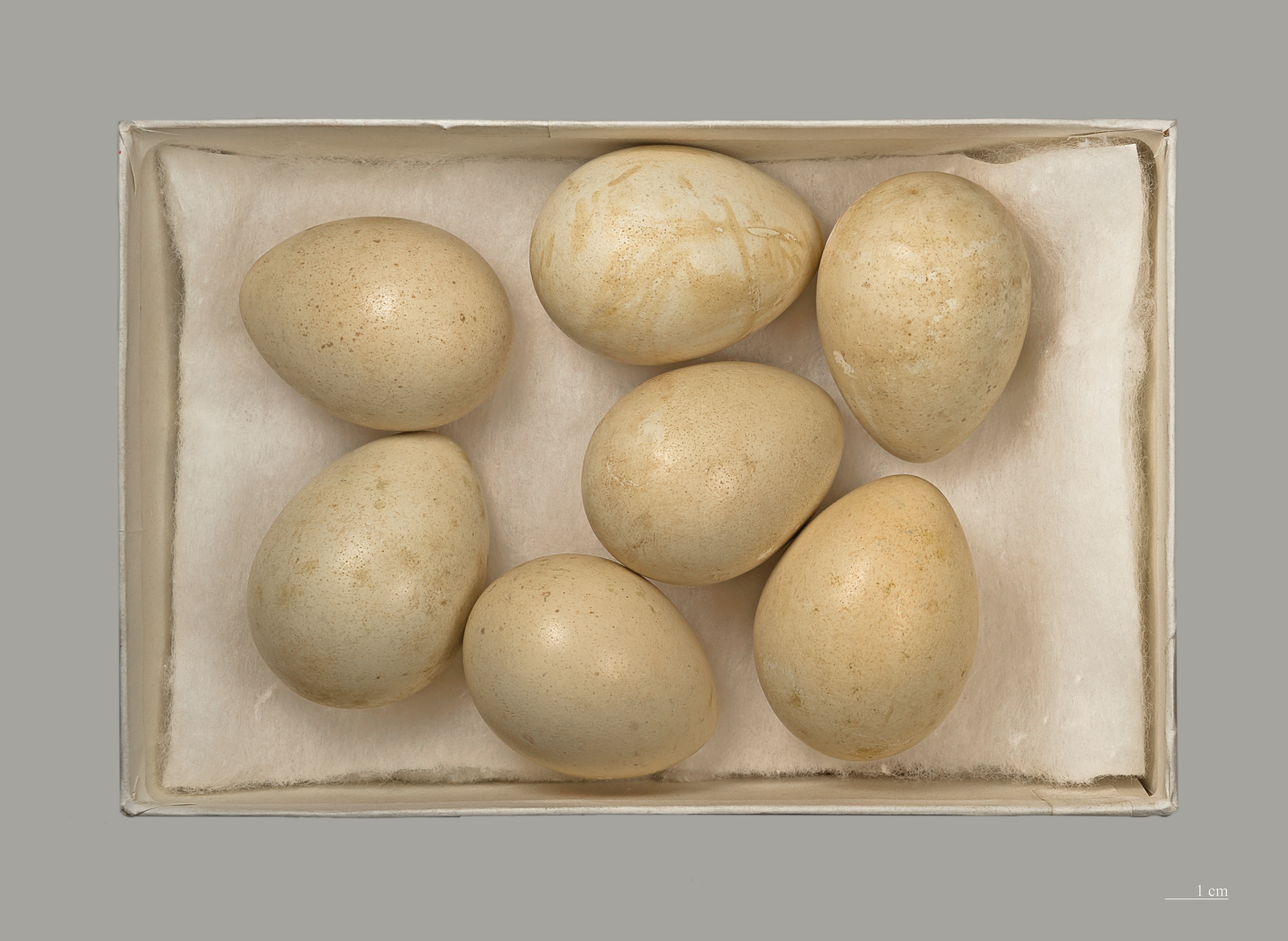
Stenhönans ägg, av nominatformen

Stenhönan häckar på steniga alpsluttningar, gärna där det finns ris och buskar, och främst på höjder mellan 1 000 och 2 000 meters höjd. I Sicilien och i Grekland påträffas den närapå ner till havsnivån. När den störs springer den hellre iväg än tar till vingarna. Den lägger fem till 21 ägg i boet som inte är mer än en uppskrapad grop i marken. Fågeln intar olika sorters frön men också insekter.

## Status och hot
Arten har ett stort utbredningsområde och en stor population, men tros minska i antal på grund av habitatförstörelse och jakt. IUCN kategoriserar därför arten som nära hotad (NT). Världspopulationen tros bestå av 41.800-73.400 par. Framför allt populationen på Sicilien tros vara extra utsatt.